# SS Pasteur
« Bremen » redirige ici.  Pour le paquebot allemand de 1929, voir SS Bremen (1929).
Pour les articles homonymes, voir Pasteur.
Le SS Pasteur est un paquebot de lignes transatlantiques lancé le 15 février 1938 à Saint-Nazaire pour la compagnie de navigation Sud-Atlantique et destiné à la ligne d'Amérique du Sud.
Attention de ne pas confondre le SS Pasteur avec le MS Pasteur qui fut lancé en 1966.

## Histoire
Le SS Pasteur est un paquebot de 29 253 tonneaux propulsé par des turbines à vapeur. Il a été construit en 1939 à Saint-Nazaire, chantiers de Penhoët, pour la compagnie de navigation Sud-Atlantique, future filiale des Messageries Maritimes (qui racheta sa ligne d'Amérique du Sud et les paquebots afférents en 1962), et destiné aux lignes d'Amérique du Sud.
Sa silhouette est reconnaissable du fait de l'impressionnante et unique cheminée et de ses deux mâts situés à l'avant et à l'arrière du navire.
Le lancement du navire a lieu le 15 février 1938, à Saint-Nazaire, en présence de madame Vallery-Radot, marraine du bateau et épouse du petit-fils de Louis Pasteur.
La croisière inaugurale se déroule en Manche, du 19 au 20 août 1939, avec 500 passagers invités à bord.
Un timbre poste français Paquebot Pasteur a été imprimé pour la croisière inaugurale prévue en 1939.

### Seconde Guerre mondiale

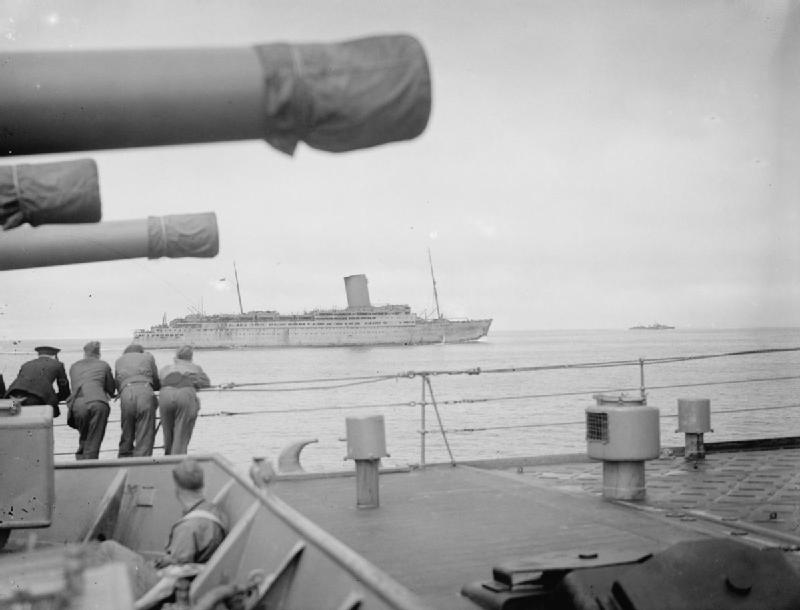
Le Pasteur croisant le en juillet 1941.

Le début des hostilités en Europe conduit à l'abandon des projets d'inauguration, le 9 septembre 1939, mais surtout de traversées transatlantiques et notamment des deux premières croisières sur l'Amérique du Sud, prévues respectivement du 14 septembre au 14 octobre et du 28 octobre au 27 novembre 1939.
Le bateau est réquisitionné et rejoint le « cimetière des navires » (environ 200 marins vivent à bord pour en assurer le gardiennage et l'entretien) de Landévennec près de Brest le 4 septembre où il est repeint en gris clair et équipé à l'arrière de 2 canons de 90 mm (modèle Saint-Étienne 1892) et de 4 mitrailleuses antiaériennes disposées autour de la cheminée. .
Sa première mission en tant que bâtiment de guerre auxiliaire est de convoyer jusqu'aux îles Orcades en avril 1940 une partie du corps expéditionnaire destiné à la Campagne de Norvège.
En juin de la même année, du 1er au 9, il participe à l'évacuation de l'or de la Banque de France et transporte jusqu'à Halifax au Canada, 213 tonnes des réserves d'or de la Banque de France qui doivent être mises à l'abri à la Royal Bank of Canada à Ottawa.

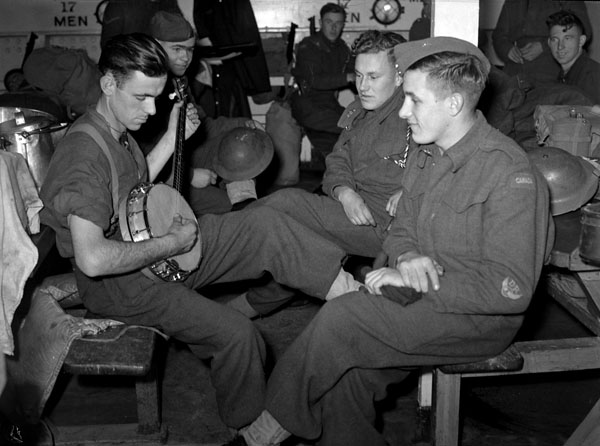
Des soldats canadiens à bord du SS Pasteur, partie du convoi T.C.14 de Halifax à Glasgow, le 14 novembre 1941

Le 16 juin 1940, le général De Gaulle arrivé à Londres, ordonne sans l'avis du gouvernement que le Pasteur venant des États-Unis vers la France avec une cargaison d'armes soit détourné vers un port anglais. Le 9 août 1940, à la suite de l'armistice, le bâtiment est saisi par les Anglais et sa gérance est confiée à la compagnie britannique Cunard. Il devient HMT (His Majesty's Troopship) et son nouveau port d'attache est Liverpool.
Après quelques modifications l'été 1940, ajout de canons de DCA et de canots de sauvetage, puis d'un radar en juin 1942, il devient l'un des 7 Sea Monsters Alliés. Sa mission est maintenant de transporter des troupes vers le front et de ramener les permissionnaires, les blessés et les prisonniers.
À la fin de la guerre il a parcouru 370 669 milles nautiques et transporté environ 300 000 personnes dont 250 000 militaires.
Le bateau repasse sous commandement français le 4 octobre 1945 mais n'est définitivement rendu à la France que le 12 avril 1946.
En décembre 1945, il retrouve ses couleurs d'origine : coque noire, superstructures blanches et cheminée chamois.

### Guerre d'Indochine
Le Pasteur effectue son premier trajet vers l'Indochine, Marseille - Saïgon (Cap St-Jacques), en octobre 1945. Il a à son bord 4 700 hommes de la 9e DIC et 500 hommes d'équipage.
Jusqu'en février 1956, il relie les ports de Marseille ou de Toulon à ceux de Saïgon, Tourane ou Haiphong. La durée des trajets est de 17 jours pour Saïgon et 20 jours pour Haiphong. Le navire effectue également des missions sur Casablanca, Dakar, Madagascar, Alger et Oran.
Démobilisé le 7 juillet 1956 le trooper a à son actif 750 000 passagers militaires et 1 250 000 nautiques parcourus. Au passage, il a obtenu la Croix de guerre 1939-1945 le 6 octobre 1947 et la Croix de guerre des TOE le 28 janvier 1952.

### Affaire de Suez-Algérie
Réarmé début août 1956, Le Pasteur reprend son rôle de transport de troupes et effectue, à partir du 11 juin, les traversées Marseille—Alger et Marseille—Mers el-Kébir.
Le 9 novembre 1956 à Alger, il embarque à son bord 4 000 hommes de la 7e division mécanique rapide (7e DMR du général Huet) destinés à renforcer les troupes à pied d'œuvre en Égypte. Après de multiples péripéties, il retourne finalement débarquer sa cargaison à Alger, puis repart à vide à Port-Saïd et évacue 1 200 civils et 800 parachutistes du général Massu.

### LeBremen

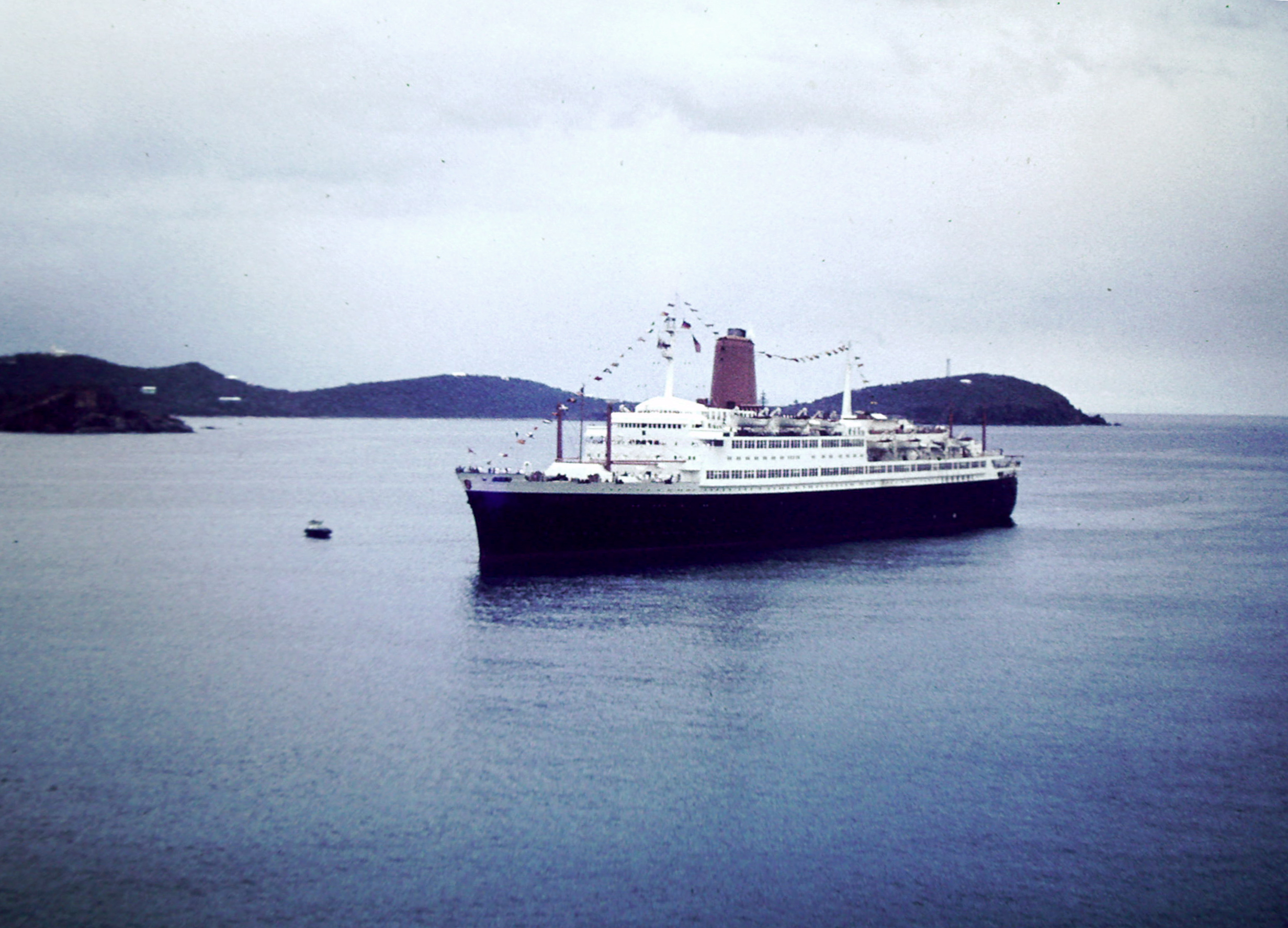
Le Bremen, en rade de l'île Saint Thomas - 1968

À nouveau désarmé le 25 janvier 1957, le Pasteur séjourne à nouveau au « cimetière des navires » de Landévennec.
Vendu à la compagnie maritime allemande Norddeutscher Lloyd (NDL) le 18 septembre 1957, il quitte Brest le 26. Cette vente provoque un véritable scandale à l'Assemblée nationale : vendre à l'ennemi de naguère un paquebot qui a aidé à combattre les nazis en transportant des troupes alliées suscite l'indignation de beaucoup.
À partir du 8 janvier 1958 et pendant 16 mois, il subit d'importantes transformations aux chantiers Bremer Vulkan afin notamment d'augmenter ses capacités de transport. Les modifications les plus visibles sont de nouveaux mats, un nouveau pont et surtout une nouvelle cheminée.
Renommé Bremen le 23 mai 1959 (5e du nom), il devient le paquebot de prestige allemand sur l'Atlantique Nord à partir du 9 juillet, sur la ligne Brême-New York via Southampton et Cherbourg, concurrençant directement le paquebot France.
En un peu plus de 10 ans d'exploitation sous pavillon allemand, le Bremen transporte 360 000 passagers.

### LeRegina Magna
La Hapag-Lloyd, nouveau nom de la compagnie allemande, se sépare du bateau et le vend le 10 juillet 1971 à l'International cruises de l'armateur grec Chandris.
Renommé Regina Magna, il est repeint entièrement en blanc avec une cheminée bleue, surmontée d'une bande noire et une croix blanche aux couleurs de la nouvelle compagnie.

### LeSaudi Philet leFilipina Saudia 1
En 1976, la compagnie Philippine Singapore Ports Corporation de Manille rachète le bateau afin de le transformer en navire-hôtel à Djeddah. Il s'appelle désormais le Saudi Phil et accueille 5 000 travailleurs philippins pendant environ deux ans.
En 1980, destiné à la démolition, il est vendu à la Philsimport International Ltd. Rebaptisé Filipina Saudia 1 il est remorqué vers Kaohsiung à Taïwan et fait naufrage le 9 juin 1980 dans l'océan Indien.

## Caractéristiques techniques

### Le bateau de luxePasteur
Il s'agit des caractéristiques du bateau dans sa version initiale, c'est-à-dire en tant que paquebot de luxe (1939).
- Longueur : 212,60 m
- Largeur : 27,52 m
- Jauge brute : 29 253 tonneaux de jauge brute (tjb)
- Port en lourd : 9 800 tonnes de port en lourd (tpl)
- Propulsion : 4 hélices propulsées par des turbines à vapeur Parsons, chauffées par 10 chaudières réparties en 3 chaufferies
- Vitesse : 24 nœuds, maxi 26,5 nœuds lors des essais
- Électricité : centrale électrique à 3 turbo-dynamos de 1 100 kW chacune. Alimentation de secours par 2 groupes électrogènes situés au-dessus du pont de surimmersion
- Eau douce : 400 t/jour obtenues par des bouilleurs
- Gouvernail : 26,20 m2, Poids 54 tonnes avec actionneur hydroélectrique
- Cheminée : 1 cheminée unique dépassant de 19 m le plus haut pont, de section ovale (13 m × 8,5 m) et de couleur chamois comportant une large bande noire au sommet
- Passagers : la capacité initiale du paquebot est de 751 passagers répartis ainsi :
  - 12 en cabine de luxe ;
  - 275 en cabine 1re classe ;
  - 126 en cabine de 2e classe ;
  - 338 en cabine de 3e classe.
- Emménagements et distractions : suivant leur classe d'appartenance, les passagers disposent de bibliothèque, fumoirs, salons, billard, orchestre, cinéma, tennis, table de ping-pong, piscine, salle de mécanothérapie, hydrothérapie, salle d'armes et de culture physique, salle de jeu pour les enfants, magasins et boutiques
- Autres équipements : une chapelle, une salle d'opération et une imprimerie destinée aux impressions des menus et du journal quotidien
- Équipage : outre 4 médecins et 3 commissaires, l'équipage compte 382 hommes dont 33 officiers : 1 commandant, 6 officiers de pont, 22 officiers mécaniciens, 4 officiers radio
- Couleur de la coque : noire
- Couleur des superstructures : blanche
- Port d'attache : Bordeaux

### Le paquebotBremen
- Longueur : 212 m
- Largeur : 26,8 m
- Nombre de ponts : 12
- Particularité : ajout d'un bulbe d'étrave et d'un bulbe de poupe en 1965-1966
- Jauge brute ou tonnage : 32 336 tonneaux de jauge brute (tjb)
- Propulsion : 4 turbines à vapeur chauffées par 4 chaudières
- Vitesse : 23 nœuds
- Puissance : 53 000 ch
- Électricité : 6 génératrices (3 de courant continu et 3 en alternatif)
- Eau douce : 200 t/jour obtenues par 2 bouilleurs
- Cheminée : 1 cheminée de 16 m de haut et de section 15,8 m × 8 m (couleur chamois)
- Passagers : 216 en cabine 1re classe et 906 en classe touriste
- Équipage : 544
- Emménagements : air climatisé, ascenseurs, stabilisateurs de roulit Denny-Brown
- Navigation : 2 radars et un ensemble de radiotéléphonie et radiotélégraphie
- Couleur de la coque : noire
- Couleur des superstructures : blanche
- Port d'attache : Brême

## Philatélie
En 1939, à l'occasion de la première croisière transatlantique de ce navire, prévue en septembre 1939, la Poste fait imprimer un timbre à 70 c vert foncé, en feuille de 50 timbres. Mais la croisière et l'émission du timbre sont annulées du fait du déclenchement de la Seconde Guerre mondiale. C'est seulement en 1941, que le timbre sera mis en vente : la Poste le diffuse sous la forme d'un timbre postal surchargé à 1 franc, et surtaxé 1 franc au profit des œuvres de la mer : c'est ce timbre surchargé qui, aujourd'hui, est référencé YT 502. Le modèle initial à 70 c est considéré comme timbre non émis. Néanmoins, des exemplaires sans surcharge sont régulièrement proposés à la vente : il s'agit en général de timbres falsifiés. Seules deux feuilles originales non surchargées sont officiellement conservées au Musée de la Poste